# Гибель французских виноградников в XIX веке

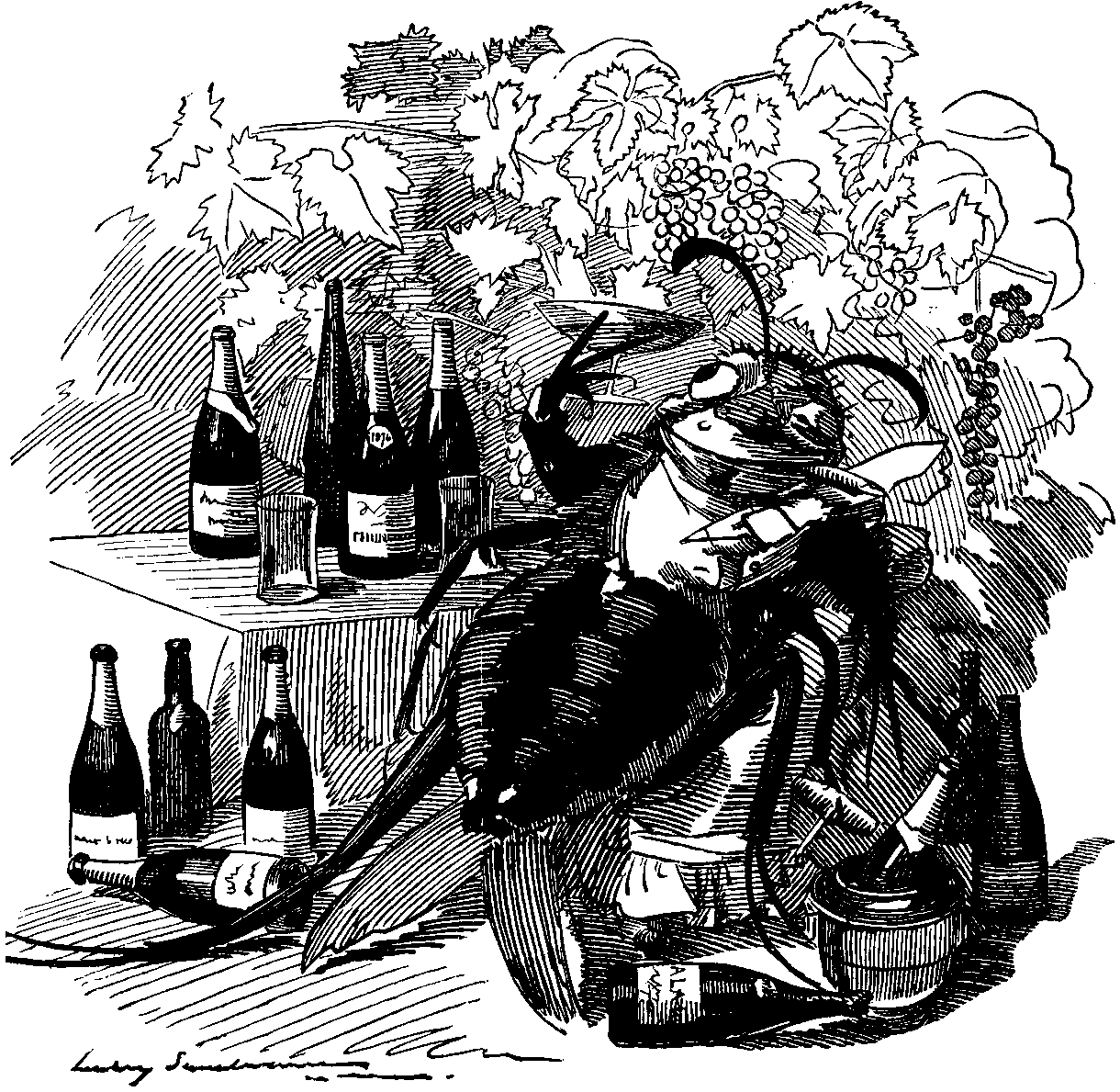
Карикатура из журнала «Панч» 1890 года: «Филлоксера, как истинный гурман, открывает для себя самые лучшие виноградники и лучшие французские вина»

Ги́бель францу́зских виногра́дников — череда событий в винодельческой отрасли Франции в течение второй половины XIX века, в результате которых большинство виноградников погибло от трёх волн заболеваний и вредителей: мучнистой росы, затем корневой тли (филлоксеры) и, наконец, ложной мучнистой росы. Источником всех трёх болезней была Северная Америка.
Эти события нанесли винодельческой промышленности Европы крупнейший урон за всю её историю. Хотя Франция считается наиболее пострадавшей страной, филлоксера и заболевания опустошили виноградники всех стран Западной Европы. Чем позже достигали они того или иного региона — тем выше была вероятность эффективно организовать борьбу с ними (ввиду постепенного накопления соответствующих технологий).

## Первая волна
В 1840-е годы французские виноградники стали страдать от неизвестного ранее заболевания — мучнистой росы. Со временем биологи установили, что заболевание вызывает грибок типа оидий с латинским названием Uncinula necator. Из-за панфитотии производство вина во Франции к 1854 году сократилось на 80 %. Постепенно виноградари научились обрабатывать лозы растворами коллоидной серы («вода Гризона» и т. п.), которые позволили справиться с заболеванием.

## Вторая волна

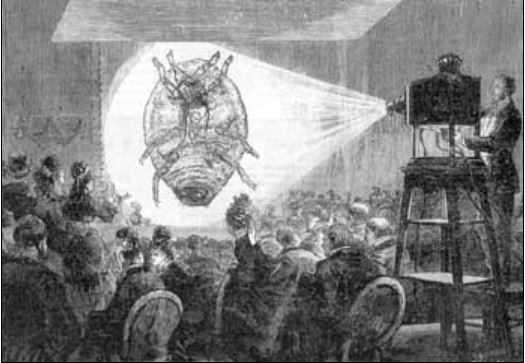
Обсуждение борьбы с филлоксерой (Париж, 1874)

Самым серьёзным было второе испытание из трёх: на протяжении приблизительно 15 лет (с конца 1850-х до начала 1870-х) бо́льшая часть французских виноградников была уничтожена виноградной филлоксерой — корневой тлёй из отряда полужесткокрылых. Это насекомое родом из Северной Америки было случайно перевезено через Атлантику. По-видимому, именно пагубным влиянием филлоксеры объяснялась неспособность Томаса Джефферсона и других американских плантаторов наладить производство в Америке вина из европейских лоз.

Существует несколько версий того, как филлоксера попала в Европу. Ещё в первой половине XIX века французы проводили эксперименты по скрещиванию американских аборигенных сортов винограда с европейскими лозами. По одной версии, вредитель был завезён вместе с американскими лозами вида Vitis labrusca (возможно, с изабеллой) и распространился в ходе экспериментов по скрещиванию. Согласно другой версии, филлоксера была завезена с ботаническими образцами, интерес к которым возрос в XIX веке, когда многие страны, и Франция в том числе, создавали коллекции образцов мировой флоры и фауны. Также существует мнение, что распространению болезни способствовало создание парохода, которое ускорило путешествие через Атлантику, что позволило филлоксере выжить за время путешествия. Так или иначе, европейские виды винограда не имели естественного иммунитета от этого заболевания — в отличие от американских видов, которые имели к заболеванию, вызываемому тлёй, естественное сопротивление. 

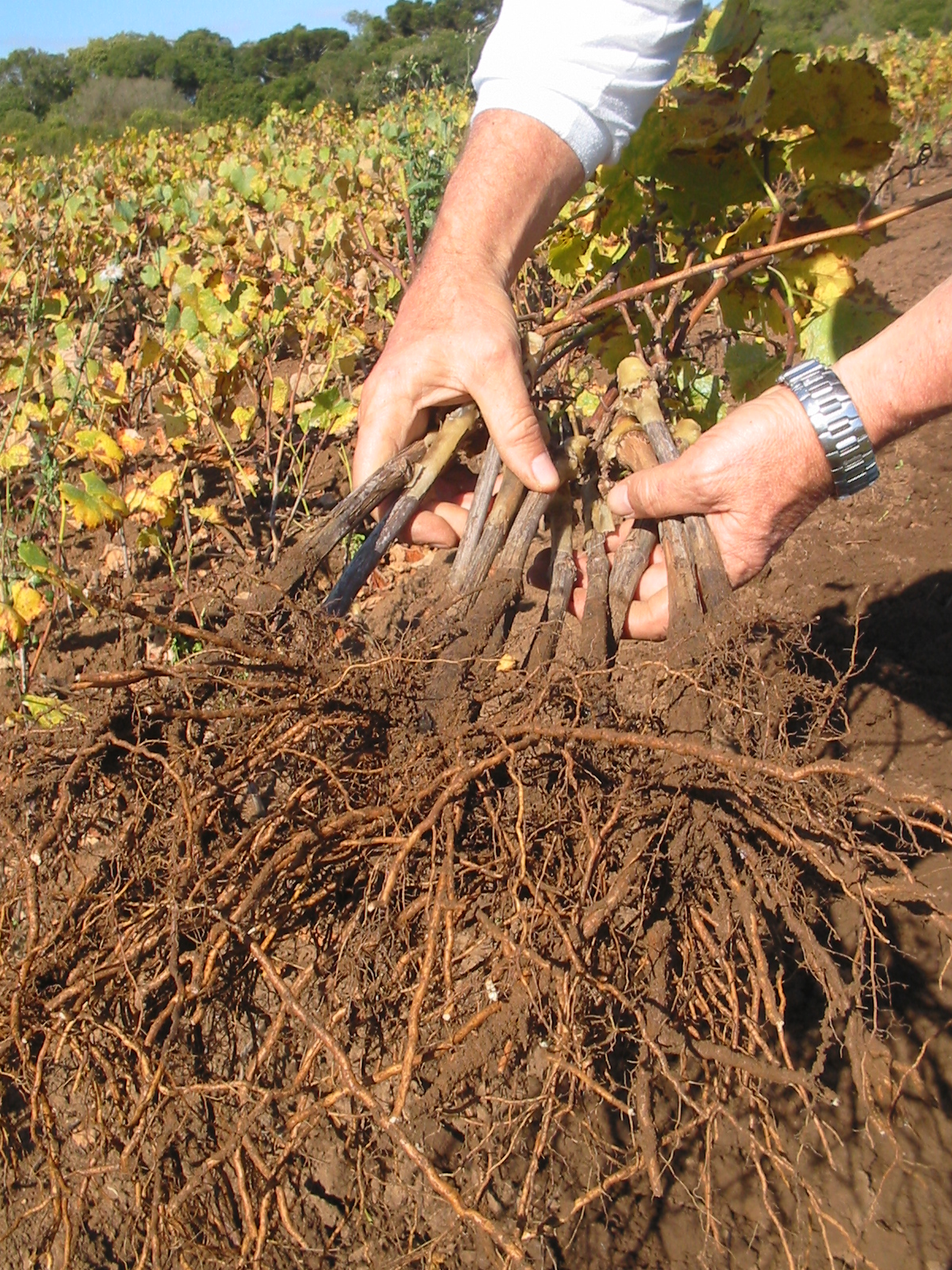
Корни лоз, привитых от филлоксеры

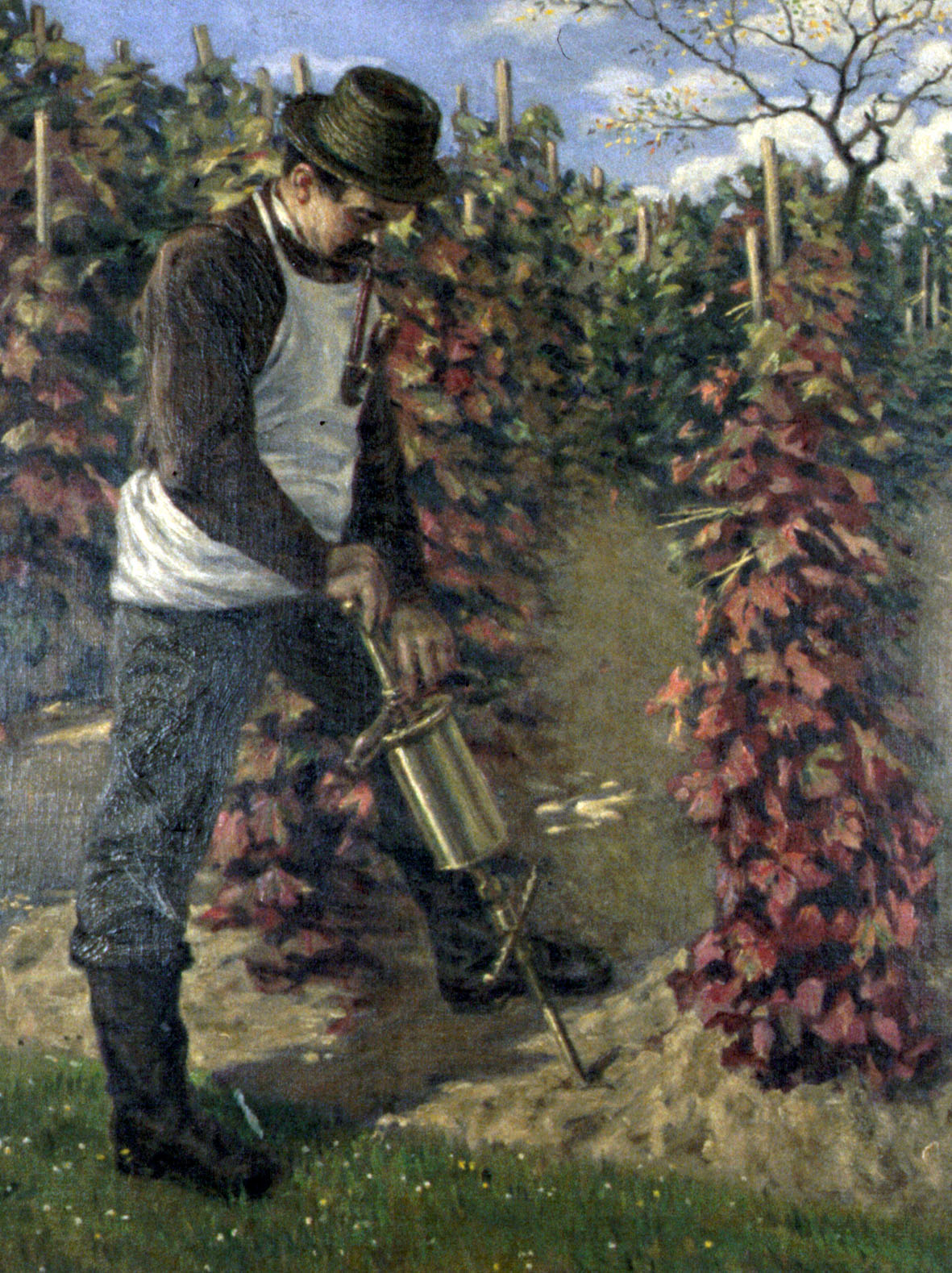
Обработка корней лоз от филлоксеры

Хотя филлоксера, как считается, была завезена ещё в 1858 году, гибель виноградников от вызванного ею заболевания началась лишь пять лет спустя (на берегах Роны в Провансе). Установление причины заболевания заняло долгое время:
Филлоксера питается тонкими растущими корнями лозы и впрыскивает в них своим хоботком вещество, от которого на корнях образуются опухоли – галлы. Организм растения отторгает опухоль, и корни теряют способность питать лозу. В конце концов корни отмирают, и куст можно повалить легким толчком. Филлоксера же с умершей лозы сразу переползает на живую. Простодушные крестьяне не успевали ничего понять.
Другие винодельческие страны ввели фитосанитарный карантин на границах. Виноделы разных стран собирались на конференции, подписывали соглашения о совместной борьбе с неизвестным заболеванием. Роберт Луис Стивенсон ужасался:
Неодолимая гусеница завоёвывает солнечные земли Франции. Бордо больше нет. Шатонёф погибло, а я так и не пригубил его. Эрмитаж – воистину эрмитаж <укрытие от> всех жизненных печалей – бездыханно поник вдоль речных берегов... Нет, не только Пан, сам Бахус погиб.
Лишь после установления филлоксеры в качестве причины заболевания виноградников Планшоном (1868) и подтверждения его теории Чарльзом Райли два французских ампелографа, Лео Лалиман и Гастон Базиль, предложили прививать европейские виноградные лозы к саженцу американского аборигенного винограда, который не был чувствителен к тле. Хотя многие виноградари восприняли эту идею «в штыки» (считая использование американских лоз не патриотичным), другого выхода на тот момент не было. Метод оказался эффективным способом борьбы с распространением заболевания.

К концу 1870-х годов лишь считанные винодельческие зоны Франции не были затронуты филлоксерой (которая, впрочем, опустошила их несколько позже). Воссоздание французских виноградников, которые во многих регионах были потеряны практически полностью, растянулось на десятилетия. Общая площадь виноградников в итоге сократилась на треть. В 1887 году Франция ввезла вина в шесть раз больше, чем экспортировала. Вино приходилось делать из греческого или турецкого изюма. При воссоздании виноградники зачастую засаживались иными (хотя не всегда более резистентными) сортами винограда (что привело, в частности, к изменению сортового состава бордоских вин). Даже лучшие виноградники после омоложения лоз давали вино менее насыщенное и худшего качества, чем прежде. 

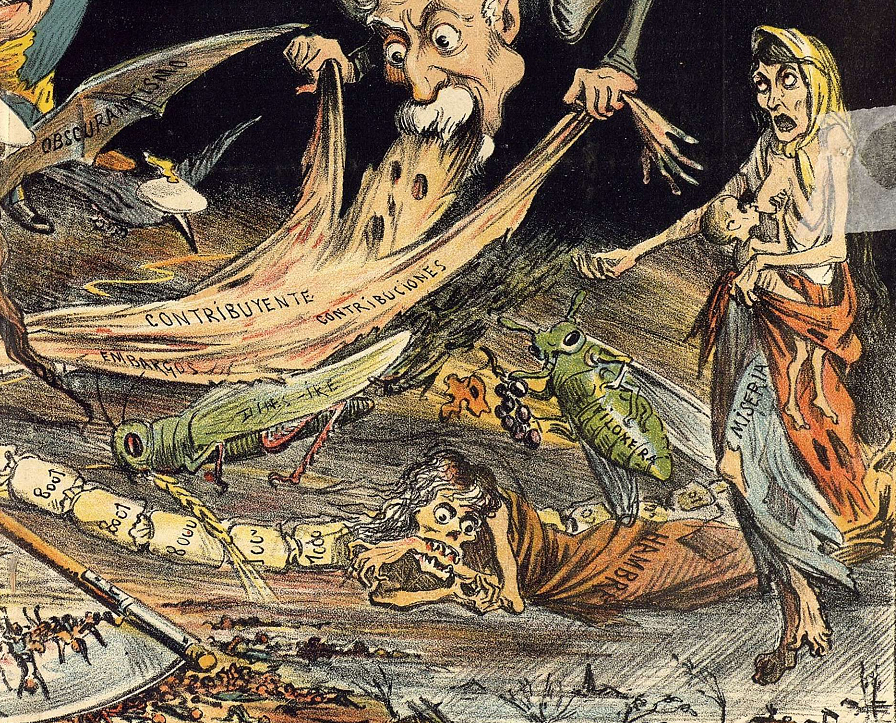
Филлоксера изображена среди зол, терзавших в конце XIX века Испанию

Почти тотальной заменой лоз после нашествия филлоксеры объясняется тот факт, что многовековые лозы ныне существуют и плодоносят лишь на считанных виноградниках Западной Европы: в частности, на склонах Этны, в районе испанской Хумильи, вокруг замка Йоганнисберг. На основе «дофиллоксеровских» лоз пино-нуара винный дом Bollinger вырабатывает своё самое дорогое шампанское. Сравнительно мало пострадал рислинг, так как он часто высаживается на кремнистых сланцах, которые филлоксера обходит стороной.
В последней четверти XIX века недостающие объёмы вина компенсировались ростом поставок из Риохи и иных регионов Испании, куда филлоксера добралась на несколько десятилетий позже (когда уже были открыты методы борьбы с ней). Часть французских виноделов, оставшись без работы, уехала поднимать на новый уровень виноделие в Испании. В некоторых регионах Италии также воспользовались кризисом французского виноделия для того, чтобы вместо непритязательных полусладких вин наладить производство качественных сухих вин по бургундской и бордоской технологии, таким образом заняв освободившуюся нишу на рынке. К примеру, именно тогда на международном рынке впервые появились бароло и брунелло, во много раз вырос экспорт кьянти.
Британские аристократы, оставшись без великих вин Бургундии и Бордо, заинтересовались шотландским виски и стали инвестировать в повышение его качества.

## Третья волна

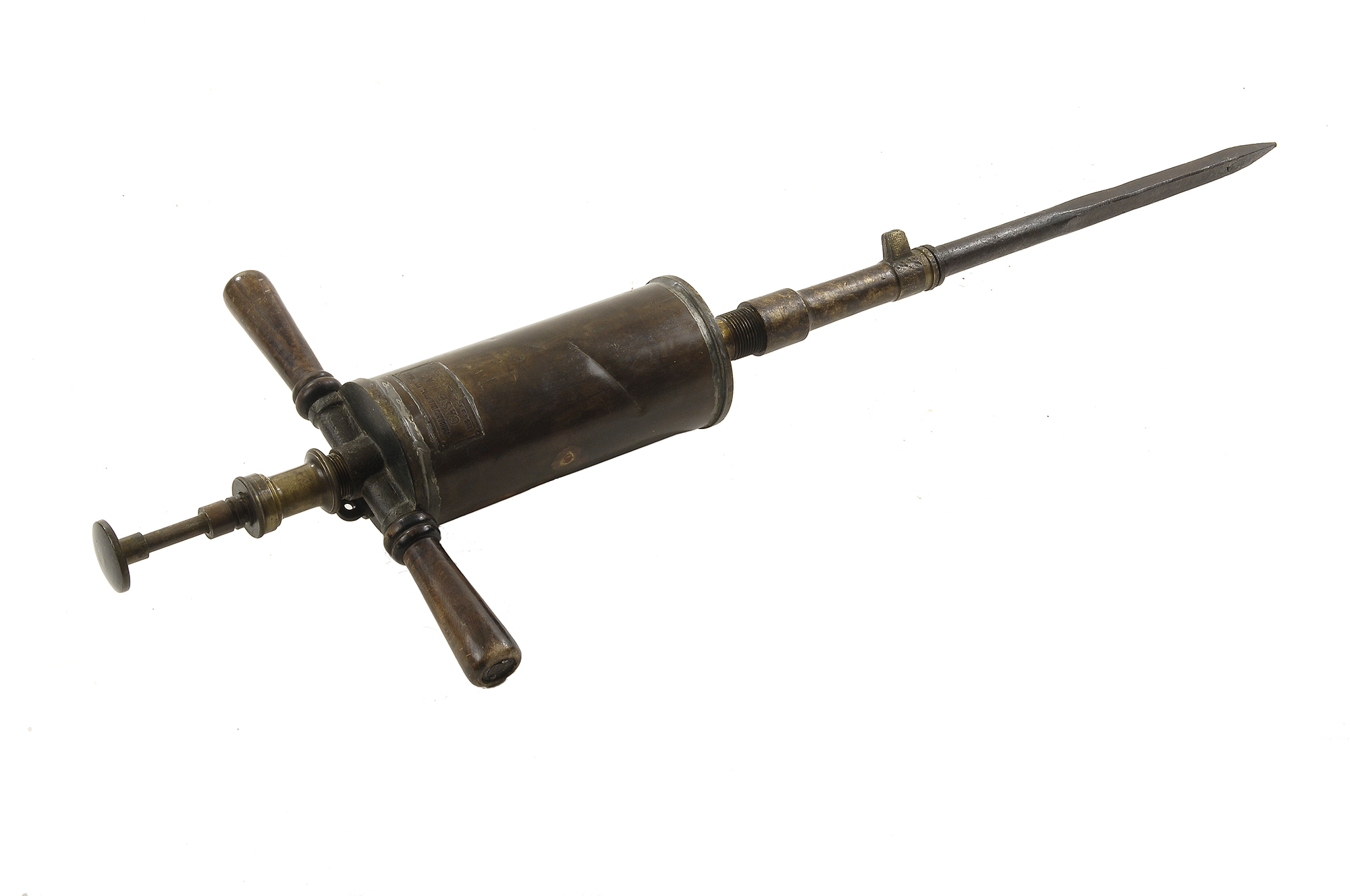
Старинный шприц для вкалывания в почву пестицидов

В 1878 году виноградники Бордо поразила ложная мучнистая роса, вызванная плесневым грибком вида Plasmopara viticola. Для борьбы с ней профессор Университета Бордо Алексис Мильярде изобрёл смесь гашёной извести, медного купороса и воды, получившую название «бордоской жидкости». В качестве фунгицида виноградарями с успехом использовалась также «бургундская жидкость».